# Ann Rule
Ann Rule (geb. Stackhouse; * 22. Oktober 1931 in Lowell, Michigan; † 26. Juli 2015 in Burien, Washington) war eine US-amerikanische Autorin und ehemalige Polizistin. Rule hat insgesamt 33 Bücher sowie zahlreiche Artikel zu wahren Kriminalfällen veröffentlicht. Ihr Buch über den Serienmörder Ted Bundy, „The Stranger Beside Me“ (1980), wurde ihr erster Bestseller. Das Magazin Time führte den Titel 2019 noch immer auf ihrer Liste der besten Krimis.
Auch ihr True-Crime-Buch über die Kindsmörderin Diane Downs, „Small Sacrifices“, verkaufte sich sehr gut und wurde mit Farrah Fawcett in der Hauptrolle unter dem Titel Schrei am Abgrund verfilmt.

## Leben
Ann Rae Stackhouse wurde als älteres von zwei Kindern geboren. Ihr Vater, Chester R. Stackhouse, war Trainer für Football und ihre Mutter, Sophie Marie (geb. Hansen), arbeitete als Lehrerin an einer Förderschule. Mehrere Familienmitglieder, darunter der Großvater, mehrere Onkel und ein Cousin waren in unterschiedlichen Bereichen der Strafverfolgung tätig. Ihr Großvater arbeitete als Sheriff in Stanton (Michigan), wo er auch für das örtliche Gefängnis zuständig war. Wenn sie dort die Ferien verbrachte, brachte Rule den Häftlingen das Essen, das ihre Großmutter gekocht hatte. Schon damals machte sie sich Gedanken darüber, warum jemand eine bestimmte Straftat begangen hatte. Ihr Bruder, Don Rex Stackhouse, nahm sich im Alter von 21 Jahren das Leben, kurz nachdem er eine Zusage für ein Studium an der medizinischen Fakultät von Harvard erhalten hatte.
Aus der Ehe mit ihrem Mann Bill hatte Rule vier Kinder: Leslie, die selbst Autorin wurde, sowie Laura, Michael und Andrew. Bereits kurz nach der Scheidung 1972 musste sich Rule vermehrt um größere Aufträge bemühen, da ihr Ex-Mann schwer an Hautkrebs erkrankt war und sie (bereits vor seinem Tod) allein für die gemeinsamen Kinder sorgen musste.
Ihr letzter Wohnort war King County im Bundesstaat Washington. Dort verstarb sie im Alter von 83 Jahren an Herzversagen in einem Krankenhaus in Burien.

## Autorin
Das Besondere an Rules erstem Bucherfolg war ihre persönliche Perspektive: bereits 1971 lernte sie Ted Bundy als Kollegen bei der Telefonseelsorge kennen und freundete sich mit ihm an, bevor er als Verdächtiger für die von ihm verübte Mordserie in Frage kam. Als Ann Rule jedoch anfing Bundy zu verdächtigen, nachdem zwei junge Frauen im August 1974 vom Lake Sammamish State Park verschwunden waren, meldete sie ihn – als erste von vier Zeugen – der Polizei. Das Magazin Time führte „The Stranger Beside Me 2019“ noch immer auf ihrer Liste der besten Krimis.
Auch ihr nächstes Buch wurde ein Bestseller. „The Lust Killer“ (1983) ist eine True-Crime-Geschichte, in der Rule sich mit dem nekrophilen Serienmörder Jerome Brudos beschäftigt. Rule schilderte darin insbesondere den Kontrast zwischen seinem ruhigen, freundlichen Auftreten und seinen grausamen Taten. Noch im selben Jahr erschien ihr Buch „The Want-Ad Killer“ über den Frauenmörder Harvey Carignan. Anschließend befasste Rule sich mit Randall Brent Woodfield, über den sie ihr Buch „The A 5 Killer“ schrieb.
Das erste Buch, von dem eine deutsche Übersetzung erschien, war die Geschichte der Kindsmörderin Diane Downs. Small Sacrifices - A True Story of Passion and Murder wurde 1987 veröffentlicht und zählt zu Rules erfolgreichsten Büchern. Die Geschichte einer narzisstischen Mutter, die 1983 auf ihre drei Kinder schoss und dann behauptete, sie seien von einem Fremden angegriffen worden, wurde nicht nur übersetzt, sondern auch unter dem Titel Schrei am Abgrund verfilmt. Die Protagonistin der Geschichte suchte nach dem Erscheinen des Buches die Öffentlichkeit, um den Darstellungen von Rule medienwirksam in der Oprah Winfrey Show (vom 26. September 1988) zu widersprechen. Downs wurde per Satellit aus dem Gefängnis zugeschaltet, während Rule bei Oprah Winfrey zu Gast war. Rule vertrat öffentlich ihre Ansicht, dass Downs aufgrund ihrer ausgeprägten Persönlichkeitsstörungen, die sie auch in ihrem Buch thematisiert hat, nicht in der Lage sei, sich zu ihrer Tat zu bekennen.
Zwischen 1990 und 2014 wurden mindestens 28 weitere Bücher von Ann Rule veröffentlicht. Je bekannter sie als Autorin wurde, desto häufiger wurden ihre Bücher in andere Sprachen übersetzt. „Wenn du mich wirklich lieb hast“ erschien bereits ein Jahr nach der Originalausgabe (If You Really Loved Me) und zeichnet die Geschichte des dreifachen Mörders David Brown nach. In ihren darauf folgenden Büchern erzählt Rule wie Patricia Allanson und Tim Harris zu Mördern wurden. Zusätzlich schrieb sie auch immer mehr Drehbücher.

## Drehbuchautorin und Produzentin
Die Fernsehfilme „Danger in the Dorm“, „Bitter Harvest“ (Bittere Ernte), „A Murder to Remember“, „Sleeping with Danger“, „Hunt for the I-5 Killer“, „Too Late to say Goodbye“, „Every Breath You Take“ und „The Stranger Beside Me“  basieren auf den Büchern von Ann Rule.
Bei der Miniserie „And Never Let Her Go“ war Rule nicht nur als Drehbuchautorin, sondern auch als Produzentin beteiligt. In deutschsprachiger Bearbeitung erschien die Miniserie unter dem Titel „Blick in den Abgrund“ mit sechs Episoden, die 1991 in der ARD ausgestrahlt wurde.
Außerdem war Rule als Executive Producer an dem Film „And Never Let Her Go“ beteiligt, der auf ihrem Buch basiert, sowie an zwei Episoden der Fernsehserie „Dead by Sunset“ (1995).

## Auf Deutsch erhältliche Werke
Alle unten von Rule aufgeführten Bücher erschienen in der Sparte „True Crime“ bei dem deutschen Verlag Bastei Lübbe.
| Originaltitel m. Erscheinungsjahr                | Deutsche Ausgabe                       | ISBN                   |
| ------------------------------------------------ | -------------------------------------- | ---------------------- |
| Small Sacrifices (1987)                          | Blick in den Abgrund (1993)            | ISBN 978-3-89604-119-7 |
| If You Really Loved Me (1991)                    | Wenn Du mich wirklich lieb hast (1992) | ISBN 978-3-404-13390-1 |
| Everything She ever Wanted (1992)                | Alles was sie sich erträumte (1992)    | ISBN 978-3-404-13576-9 |
| You Belong to Me and other true Cases (1994)     | Der perfekte Ehemann (1998)            | ISBN 978-3-404-13992-7 |
| Dead by Sunset (1995)                            | Am Ende der Straße (1996)              | ISBN 978-3-404-13833-3 |
| A Fever in the Heart and other true Cases (1996) | Tödliches Verlangen (1999)             | ISBN 978-3-404-14211-8 |
| Bitter Harvest (1997)                            | Bittere Ernte (2000)                   | ISBN 978-3-404-14292-7 |